# 茉莉酸
茉莉酸，是一種在包括茉莉的多種植物中所發現的有機化合物。此化合物屬於植物激素中的茉莉酮酸類。茉莉酸首次在1957年時被瑞士化學家 Edouard Demole和他的同事由茉莉酸的甲基酯化形式分離得來。

## 衍生物
茉莉酸可被轉換為其各式衍生物，包括其甲基酯型態的茉莉酸甲酯。此轉換可由茉莉酸羧基甲基轉移酶催化。在生物體內也可以異構為胺基酸。茉莉酸的去羧化可產生具芳香味的茉莉酮。